# Drilliola megalacme
Drilliola megalacme é uma espécie de gastrópode do gênero Drilliola, pertencente à família Borsoniidae.